# Paracedicus ephthalitus
Paracedicus ephthalitus is een spinnensoort uit de familie van de Desidae.
De wetenschappelijke naam van de soort werd in 1993 als Cedicus ephthalitus gepubliceerd door V. Fet.